# Giro de Lombardia de 1908
O Giro de Lombardia de 1908, a 4.ª edição de esta clássica ciclista, disputou-se a 8 de novembro de 1908, com um percurso de 266 km entre Milão e Como. O vencedor final foi o luxemburgês François Faber, que se impôs na linha de chegada ao italiano Luigi Ganna e ao italiano Giovanni Gerbi, que acabaram segundo e terceiro respectivamente.

## Classificação final
| Posição | Ciclista         | Equipa         | Tempo        |
| ------- | ---------------- | -------------- | ------------ |
| 1       | François Faber   | Peugeot-Wolber | 7h 53' 41"   |
| 2       | Luigi Ganna      | Atala          | + 12' 23"    |
| 3       | Giovanni Gerbi   | Peugeot-Wolber | + 18' 49"    |
| 4       | Carlo Mairani    | Individual     | + 56' 09"    |
| 5       | Guido Ghirardini | Individual     | + 1h 20' 09" |
| 6       | Annibale Magni   | Individual     | + 1h 25' 24" |
| 7       | Francesco Amelli | Individual     | + 2h 03' 49" |
| 8       | Adolfo Denti     | Individual     | + 2h 20' 24" |
| 9       | Pietro Tani      | Individual     | + 2h 25' 24" |
| 10      | Sante Goi        | Individual     | + 2h 50' 56" |